# 迈克尔·林奇
迈克尔·林奇（英語：Michael Lynch，1963年4月12日—），澳大利亚男子自行车运动员。他曾代表澳大利亚参加1982年英联邦运动会自行车比赛，获得公路自行车男子团体计时赛银牌。